# San Carlos Alzatate
San Carlos Alzatate – miasto w południowo-wschodniej Gwatemali, w departamencie Jalapa, około 35 km na południowy zachód od stolicy departamentu, miasta Jalapa, oraz około 80 km od granicy z Hondurasem. Miasto leży w kotlinie, na wysokości 1751 m n.p.m., w górach Sierra Madre de Chiapas. Według danych szacunkowych w 2012 roku liczba ludności miasta wyniosła 11 004 mieszkańców.

## Gmina San Carlos Alzatate
Jest siedzibą władz gminy o tej samej nazwie, która w 2012 roku liczyła 18 000 mieszkańców. Gmina jak na warunki Gwatemali jest nieduża, a jej powierzchnia obejmuje 287 km². Teren gminy ma charakter górzysty ze szczytami wznoszącymi się powyżej 2400 m n.p.m.